# Bohusław (obwód dniepropetrowski)
Bohusław (ukr. Богуслав) – wieś na Ukrainie, w obwodzie dniepropetrowskim, w rejonie pawłohradzkim, w hromadzie Terniwka. W 2001 liczyła 3880 mieszkańców, spośród których 3610 wskazało jako ojczysty język ukraiński, 243 rosyjski, 1 mołdawski, 1 bułgarski, 7 białoruski, 9 ormiański, 1 polski, 1 grecki, 4 inny, a 3 osoby się nie zadeklarowały.